# Priser og nomineringer modtaget af Nikolaj Lie Kaas
Liste over priser og nomineringer modtaget af skuespiller Nikolaj Lie Kaas.

## Priser

### Berlin International Film Festival
| År   | Kategori          | Resultat | Noter |
| ---- | ----------------- | -------- | ----- |
| 2003 | EFP Shooting Star | Vundet   | [ 1 ] |

### Bodil-prisen
| År   | Nominerede værk          | Kategori                   | Resultat  | Noter |
| ---- | ------------------------ | -------------------------- | --------- | ----- |
| 2021 | Retfærdighedens ryttere  | Bedste mandlige birolle    | Nomineret | [ 2 ] |
| 2012 | Dirch                    | Bedste mandlige hovedrolle | Vundet    | [ 3 ] |
| 2005 | Brødre                   | Bedste mandlige hovedrolle | Nomineret |       |
| 2003 | Elsker dig for evigt     | Bedste mandlige birolle    | Vundet    |       |
| 2002 | Et rigtigt menneske      | Bedste mandlige hovedrolle | Nomineret |       |
| 1999 | Idioterne                | Bedste mandlige birolle    | Vundet    |       |
| 1992 | Drengene fra Sankt Petri | Bedste mandlige birolle    | Vundet    |       |

### Cinemanila International Film Festiva
| År   | Nominerede værk | Kategori   | Resultat |
| ---- | --------------- | ---------- | -------- |
| 2004 | Reconstruction  | Best Actor | Vundet   |

### Robert-prisen
| År   | Nominerede værk          | Kategori                             | Resultat  |
| ---- | ------------------------ | ------------------------------------ | --------- |
| 2021 | Retfærdighedens ryttere  | Årets mandlige hovedrolle            | Nomineret |
| 2018 | Du forsvinder            | Årets mandlige hovedrolle            | Nomineret |
| 2017 | Flaskepost fra P         | Årets mandlige hovedrolle            | Nomineret |
| 2017 | Bedrag                   | Årets mandlige birolle - tv-serie    | Nomineret |
| 2015 | Fasandræberne            | Årets mandlige hovedrolle            | Nomineret |
| 2014 | Kvinden i buret          | Årets mandlige hovedrolle            | Nomineret |
| 2013 | Forbrydelsen             | Årets mandlige hovedrolle - tv-serie | Vundet    |
| 2012 | Dirch                    | Årets mandlige hovedrolle            | Vundet    |
| 2008 | Kærlighed på film        | Årets mandlige birolle               | Nomineret |
| 2007 | Sprængfarlig bombe       | Årets mandlige birolle               | Nomineret |
| 2006 | Mørke                    | Årets mandlige hovedrolle            | Nomineret |
| 2005 | Brødre                   | Årets mandlige birolle               | Nomineret |
| 2004 | De grønne slagtere       | Årets mandlige hovedrolle            | Nomineret |
| 2003 | Elsker dig for evigt     | Årets mandlige birolle               | Vundet    |
| 2002 | Et rigtigt menneske      | Årets mandlige hovedrolle            | Vundet    |
| 2001 | Blinkende lygter         | Årets mandlige birolle               | Nomineret |
| 1992 | Drengene fra Sankt Petri | Årets mandlige birolle               | Vundet    |

### Indianapolis International Film Festival
| År   | Nominerede værk | Kategori                            | Resultat |
| ---- | --------------- | ----------------------------------- | -------- |
| 2005 | Brødre          | Special Jury Prize - Ensemble prize | Vundet   |

### Ole Awards
| År   | Nominerede værk | Kategori   | Resultat  |
| ---- | --------------- | ---------- | --------- |
| 2012 | Dirch           | Best Actor | Nomineret |

### Svend-prisen
| År   | Nominerede værk  | Kategori                          | Resultat | Noter |
| ---- | ---------------- | --------------------------------- | -------- | ----- |
| 2019 | Journal 64       | Årets mandlige skuespiller        | Vundet   | [ 4 ] |
| 2017 | Du forsvinder    | Årets bedste mandlige skuespiller | Vundet   | [ 5 ] |
| 2016 | Flaskepost fra P | Årets bedste mandlige skuespiller | Vundet   | [ 6 ] |
| 2014 | Kvinden i buret  | Årets bedste mandlige skuespiller | Vundet   | [ 7 ] |
| 2012 | Dirch            | Årets bedste mandlige skuespiller | Vundet   | [ 8 ] |

### Teaterflisen
| År   | Nominerede værk | Kategori     | Resultat |
| ---- | --------------- | ------------ | -------- |
| 2005 |                 | Teaterflisen | Vundet   |

### Zulu Awards
| År   | Nominerede værk         | Kategori                         | Resultat  |
| ---- | ----------------------- | -------------------------------- | --------- |
| 2021 | Retfærdighedens ryttere | Årets skuespiller                | Nomineret |
| 2019 | Journal 64              | Årets danske skuespiller         | Vundet    |
| 2014 | Kvinden i buret         | Årets mandlige skuespiller       | Vundet    |
| 2013 | Sover Dolly på ryggen?  | Årets danske skuespiller         | Nomineret |
| 2012 | Dirch                   | Årets danske skuespiller         | Vundet    |
| 2012 | Zulu Comedy Galla '11   | Årets danske TV-værtspræstation  | Nomineret |
| 2004 | Brødre                  | Årets danske mandlige hovedrolle | Vundet    |